# Stella Grace Maisie Carr

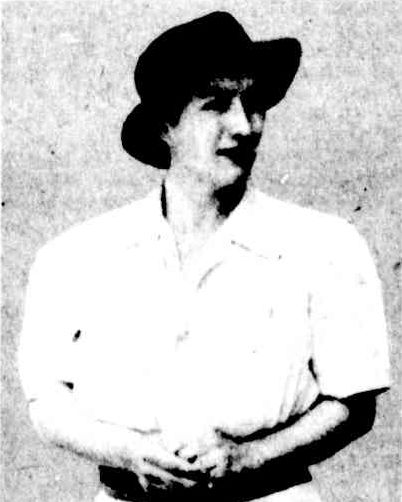
Stella Grace Maisie Carr

Stella Grace Maisie Carr, geb. Fawcett (* 26. Februar 1912 in Footscray (Melbourne); † 9. September 1988 in Canberra), war eine australische Ökologin und Botanikerin. Ihre botanischen Autorenkürzel lauten „S.G.M.Fawc.“ und „S.G.M.Carr“.

## Frühe Jahre und Studium
Stella Grace Maisie Fawcett wurde als ältestes von sechs Kindern des Elektrikers George Henry Fawcett und seiner Frau, Ethel May Fawcett (geb. Ward), geboren. Sie besuchte Schulen in Footscray und Melbourne. Im Garten ihrer Eltern und ihrer Großmutter und in der Natur der nahegelegenen Salzwiesen entwickelte sich ihr Interesse an der Pflanzenwelt.
Nach Abschluss der Schulausbildung ging Fawcett nicht an die Universität, sondern arbeitete als Hilfslehrerin an ihrer alten Grundschule. Nachts studierte sie Zoologie und Geologie am Austral Coaching College. 1932 begann sie ihr Botanikstudium an der Universität Melbourne, erreichte 1935 den Bachelor of Science (B.Sc.) und schloss ihr Studium 1936 mit dem Master of Science (M.Sc.) mit „First Class Honours“ ab.
Als Assistentin am Lehrstuhl für Botanik untersuchte Fawcett Korallenpilze sowie durch mikroskopische Pilze und Fadenwürmer hervorgerufene Pflanzenkrankheiten. Sie nahm auch an den jährlichen Exkursionen der McCoy Society for Field Investigation and Research teil. Eine schwere Kopfverletzung 1940 machte ihr die Arbeit am Mikroskop unmöglich, aber 1941 wurde ihr Stipendium für ökologische Untersuchungen verlängert.

## Berufsleben
Fawcetts Professor John Turner sorgte für ihre Anstellung in der Forschungsabteilung der Universität (University Research Officer). Sie führte für das Soil Conservation Board of Victoria einen Untersuchungsauftrag über die Bodenerosion im Einzugsgebiet des Lake Hume durch. Fawcett lebte in Omeo und untersuchte dort die Vegetation an eingezäunten Erosionsgebieten, die Erosion in Schluchten und die Effektivität eingeführter Grasarten und Dünger für die Landwirtschaft. Für ihre Arbeit musste sie auch große Strecken auf dem Pferd zurücklegen. Sie dokumentierte die durch intensive Viehwirtschaft hervorgerufenen Umweltschäden und berichtete an die 1946 gegründete königliche Kommission für die Beweidung von Wäldern. Die schlicht als „Maisie“ bekannte Frau wurde von den Bewohnern der Gegend „Washaway Woman“ oder „Erosion Girl“ genannt.
1944/1945 legte Fawcett Untersuchungsflächen im oberen Talabschnitt des Rocky River und im Pretty Valley auf den Bogong High Plains an, da die dortige Erosion das Wasserkraftprojekt am Kiewa River durch Verschlickung gefährdete. Zehn Jahre lang ließ Professor Turner diese Flächen überwachen, um schließlich eine Aussage über die zulässige Beweidung der Almen treffen zu können.
1949 begann Fawcett mit ihrer zeitlich begrenzten Lehrtätigkeit an Turners Lehrstuhl in Melbourne, wo sie Biologie- und Landwirtschaftsstudenten in Pflanzentaxonomie und -ökologie unterrichtete. 1952 wurde sie zur Oberassistentin befördert. 1959 arbeitete sie zusammen mit Professor Turner zwei Berichte über die Veränderungen im Pretty Valley aus, die ersten schriftlichen Dokumente über die Effekte der Beweidung auf Vegetation und Böden im Hochland Victorias.
Nach ihrer Heirat 1955 führte Stella Grace Maisie Carr, wie sie nun hieß, zusammen mit ihrem Mann morphologische und taxonomische Studien über Eukalypten durch, zunächst in Melbourne und 1959–1968 in Belfast, Nordirland, wohin ihr Mann als Professor berufen wurde. Sie bekleidete in dieser Zeit eine Stelle als Honorarforscherin an der Queen’s University Belfast. Anfang 1968 zog das Ehepaar nach Canberra um, wo Professor Carr an der neugegründeten Universität lehrte.
1966 und 1979 bewertete S. G. M. Carr erneut ihre in den 1940er-Jahren angelegten Untersuchungsflächen im Hochland Victorias zusammen mit dem Team von Professor Turner und berichtete 1977 an das Victorian Land Conservation Council.
S. G. M. Carr veröffentlichte zusammen mit ihrem Mann etliche Bücher und Artikel über die Flora Australiens und insbesondere die Eukalypten. Die beiden beschrieben auch etliche neue Arten, z. B. Eucalyptus roycei S.G.M. Carr, D.J.Carr & A.S.George.

## Familienleben
Am 9. Februar 1955 heiratete Stella Grace Maisie Fawcett den britischen Botaniker Dennis John Carr, der wie sie an der Universität Melbourne Vorlesungen hielt.

## Tod
S. G. M. Carr war zeitlebens eine starke Raucherin. Sie litt seit Längerem an chronischer Bronchitis und verstarb am 9. September 1988 im Alter von 76 Jahren in Canberra.

## Werke (Auswahl)
- People and Plants in Australia. Academic Press, Sydney 1981
- Plants and Man in Australia. Academic Press, Sydney 1981
- Eucalyptus I.
- Eucalyptus II. The rubber cuticle and other studies of the Corymbosae. Phytograph Press, Canberra 1987

## Werke über S.G. M. Carr
- Dennis John Carr: A Book for Maisie: Celebrating the Life and Work of S. G. M. Carr, née Fawcett, Pioneer Australian Alpine Ecologist, 1912–88. Canberra 2005